# Marie-Louise-Charlotte de Hesse-Cassel
La princesse Marie-Louise Charlotte de Hesse-Cassel,, allemand : Marie Luise Charlotte, Prinzessin von Hessen-Kassel (9 mai 1814, à Copenhague, le Danemark– 28 juillet 1895, au château de Hohenbourg à Lenggries, Royaume de Bavière) est un membre de la Maison de Hesse-Cassel à la naissance. Par son mariage avec Frédéric-Auguste d'Anhalt-Dessau, elle est une princesse d'Anhalt-Dessau.

## La famille
Marie Louise Charlotte est le deuxième enfant et la fille de Guillaume de Hesse-Cassel-Rumpenheim et de son épouse Louise-Charlotte de Danemark. Elle a une sœur cadette, Louise de Hesse-Cassel, épouse de Christian IX de Danemark.

## Mariage et descendance
Marie Louise Charlotte épouse Frédéric-Auguste d'Anhalt-Dessau, quatrième fils survivant de Frédéric d'Anhalt-Dessau et sa femme Amélie de Hesse-Hombourg, le 11 septembre 1832 à Rumpenheimer Schloss à Offenbach-sur-le-Main. Le couple a trois enfants:
- Adélaïde d'Anhalt-Dessau (Dessau, 25 décembre 1833 – château de Königstein, 24 novembre 1916), mariée le 23 avril 1851 à Adolphe, dernier duc de Nassau, et premier Grand-Duc de Luxembourg. L'actuel grand-duc de Luxembourg, Henri, est son descendant direct.
- Bathilde d'Anhalt-Dessau (Dessau, 29 décembre 1837 – château de Nachod, en Bohême, 10 février 1902), épouse Guillaume de Schaumbourg-Lippe, le 30 mai 1862. Sa fille aînée, Charlotte, est l'épouse de Guillaume II de Wurtemberg
- Hilda Charlotte (Dessau, 13 décembre 1839 – Dessau, 22 décembre 1926).